# Канафеев, Александр Петрович

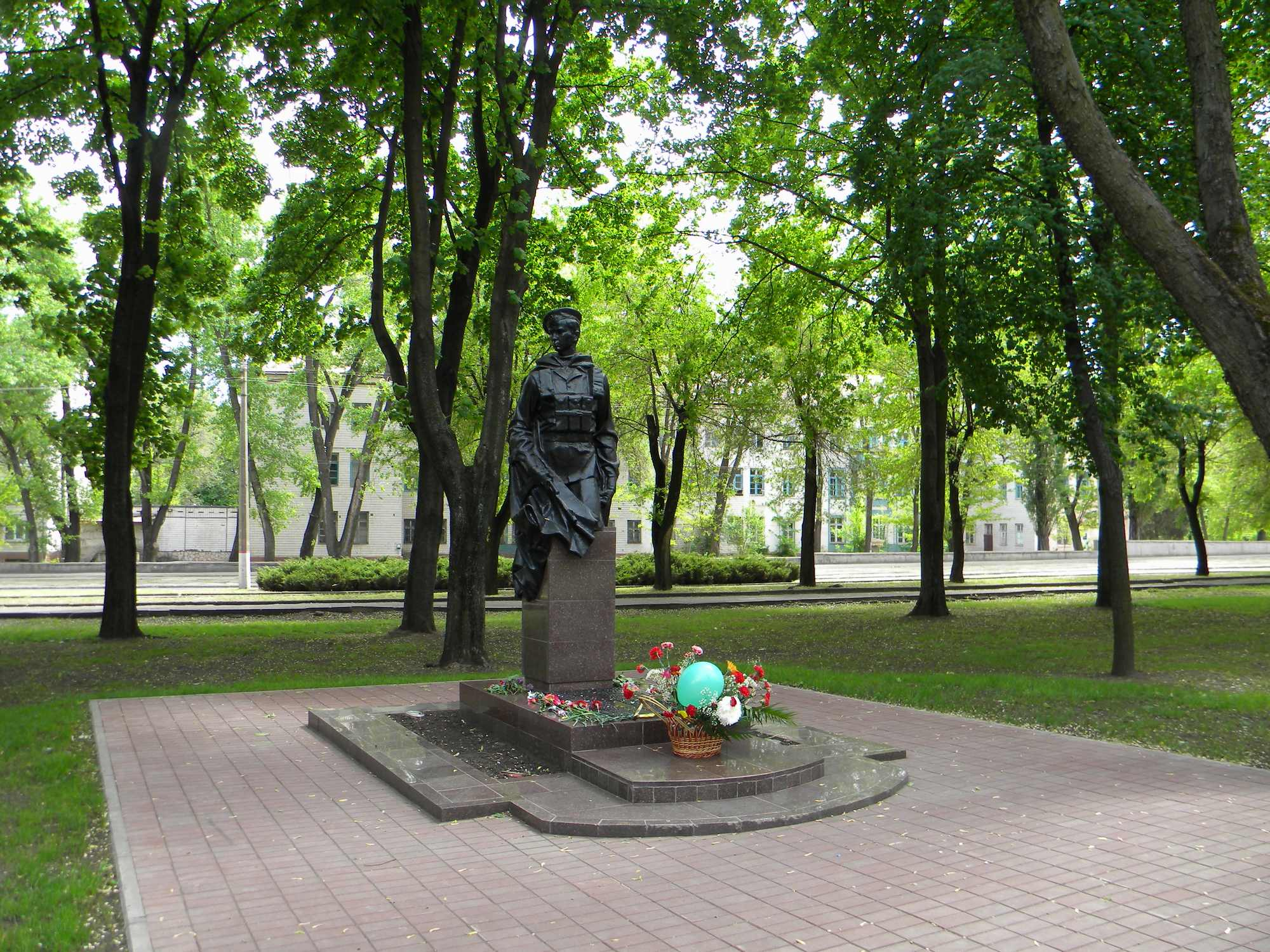
Имя на памятнике воинам-интернационалистам на Дзержинке (Кривой Рог)

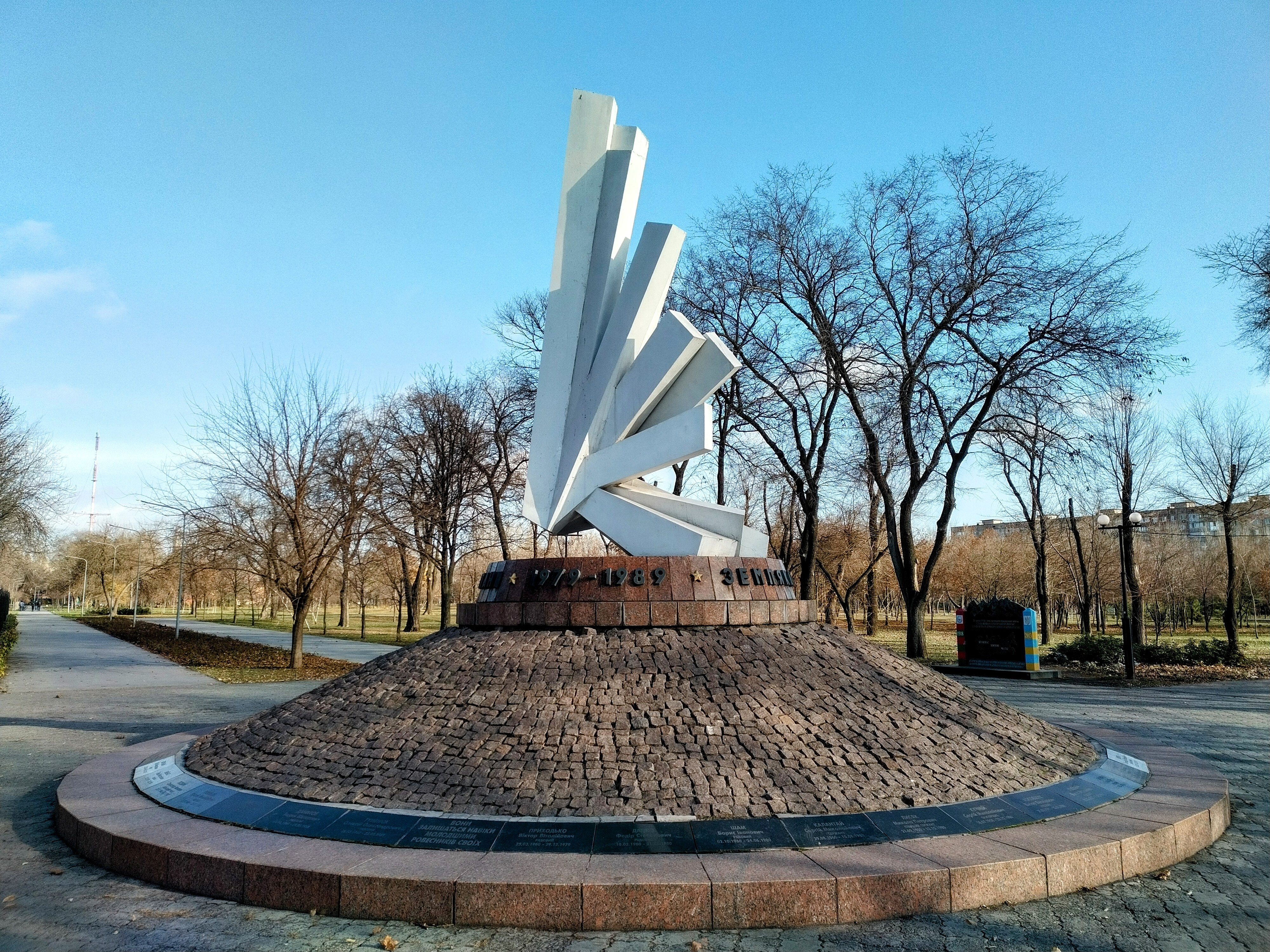
Имя на памятнике воинам-интернационалистам в Юбилейном парке (Кривой Рог)

Канафеев Александр Петрович (14 февраля 1965, Кривой Рог, Днепропетровская область — 14 января 1984, Афганистан) — советский военнослужащий, младший сержант, командир отделения, участник Афганской войны.

## Биография
Родился 14 февраля 1965 года в городе Кривой Рог Днепропетровской области УССР в рабочей семье.
Окончил среднюю школу № 22 в Кривом Роге, работал сварщиком на металлургическом комбинате «Криворожсталь».
Призван в Вооружённые силы СССР. В октябре 1982 года в звании младшего сержанта направлен в состав ограниченного контингента советских войск в Афганистане, служил командиром отделения.
Погиб в бою 14 января 1984 года.
Похоронен в Кривом Роге на Всебратском кладбище (участок 7, ряд 10, могила 158).

## Награды
- Орден Красной Звезды (посмертно)[1].

## Память
- Имя на памятнике воинам-интернационалистам Днепропетровщины, погибшим в Афганистане (Днепр)[4];
- Имя на памятнике воинам-интернационалистам на Дзержинке (Кривой Рог);
- Имя на памятнике воинам-интернационалистам в Юбилейном парке (Кривой Рог);
- Памятная плита на фасаде школы № 22 (Кривой Рог)[5].